# Panasonic Lumix DMC-FZ8
Panasonic Lumix DMC-FZ8 - псевдодзеркальний цифровий фотоапарат японської компанії Panasonic, що працює за 
принципом "навів і зняв". Орієнтований на фотоаматорів.

## Опис
Фотоапарат має цифрову ПЗЗ-матрицю з роздільною здатністю 7.2 мегапікселя.
Камера підтримує збереження знімків у форматах JPEG та Raw. Запис файлу RAW триває приблизно три секунди. Є можливість запису відео формату MJPEG (30 кадрів за секунду, роздільна здатність до 848x480 пікселів).

## Зовнішні посилання
- Опис моделі на сайті Panasonic